# Елизабет фон Брауншвайг-Люнебург (1494–1572)
Вижте пояснителната страница за други личности с името Елизабет фон Брауншвайг-Люнебург.
Елизабет фон Брауншвайг-Люнебург (на немски: Elisabeth von Braunschweig-Lüneburg; * 11 септември 1494, Целе; † 2 април 1572, Гелдерн) от род Велфи (Среден Дом Люнебург), е принцеса от Херцогство Брауншвайг-Люнебург и чрез женитба херцогиня на Гелдерн и графиня на Цутфен.

## Живот
Тя е втората дъщеря на херцог и княз Хайнрих I фон Брауншвайг-Люнебург (1468 – 1532) и първата му съпруга Маргарета Саксонска (1469 – 1528), дъщеря на курфюрст Ернст от Саксония от род Ветини.
Елизабет се омъжва на 7 декември 1518 г. в Целе за Карл фон Егмонт (* 9 ноември 1467; † 30 юни 1538), херцог на Гелдерн и граф на Цутфен, син на херцог Адолф фон Егмонт и Катерина Бурбонска. Те нямат деца, но той има множество извънбрачни деца. След смъртта му Елизабет се оттегля във вдовишкия си замък Гелдерн. Тя умира на 2 април 1572 г. на 77 години в Гелдерн и е погребана под олтара на тамошната църква.